# كتيبة (الجيش الروماني)

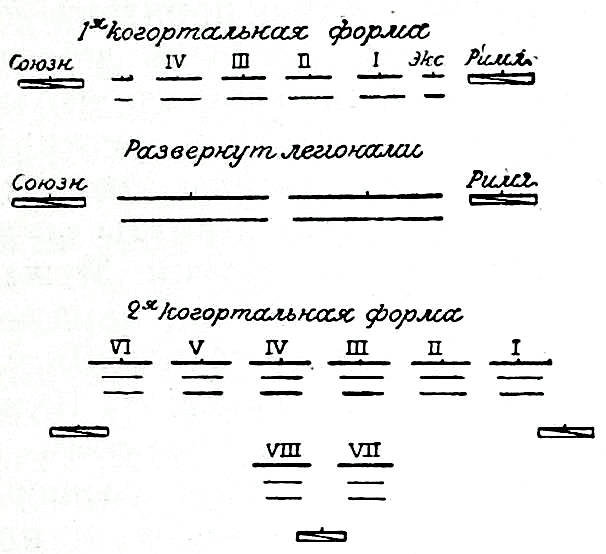
الفن العسكري (العلوم العسكرية)

الكتيبة (باللاتينية: cohors) كانت الوحدة الفرعية الأساسية في الفيالق الرومانية خلال فترةٍ من تاريخ جمهورية روما، وهي تحديداً أثناء الحرب البونيقية الثانية (218 - 201 ق م) وفي أعقاب إصلاحات غايوس ماريوس سنة 107 ق م.

## كتيبة الفيلق
بعد الإصلاحات التي أدخلها غايوس ماريوس على الدولة سنة 107 ق م، أصبح يُقسَّم كل فيلق روماني إلى عشرة كتائب، تسمى بحسب رقمها (الكتيبة الأولى، الكتيبة الثانية، إلخ). كان يُلقَّب قائد الكتيبة الأولى من كل فيلقٍ بـPrimus Pilus ويمنح رتبة سنتوريون (قائد المائة رجل في الجيش الروماني)، كما كان للكتيبة الأولى دوماً شرف حمل راية الفيلق ونسره إلى ساحة المعركة، ولذلك فإنها كانت تحظى بتقديرٍ واحترام كبيرَين بين جميع كتائب الفيلق.
كانت تتألف كل كتيبة رومانية من حوالي 480 جندي، وينقسم هؤلاء إلى ستة سينتوريا تضمُّ كل منها 80 جندياً، ويتولى قيادة كل منها ضابط برتبة سنتوريون يساعده بعض الملازمين الأقل أهمية. كان يختلف قوام هذه الوحدات بحسب الفترة، فبشكلٍ عام تراوح عدد جنود كل سنتوريا على مرّ تاريخ الجمهورية الرومانية من 60 إلى 80 رجل. كان يتم اختيار سنتوريا واحدةٍ بالعادة لتكون أعلى مستوى من وحدات السنتوريا الخمسة الأخرى، وفي هذه الحالة فإن ضباطها يتولُّون - إلى جانب قيادة تشكيلهم - قيادة الكتيبة بأكملها. كانت تسمى وحدات السنتوريا في الكتيبة، بترتيبها من الأقل نفوذاً إلى الأكثر: hastatus posterio hastatus prior وprinceps posterior وprinceps prior وpilus posterior وpilus prior. كان يعتمد هذا الترتيب على عمر كل وحدةٍ ومدى خبرة رجالها ومهارتهم في القتال.
خلال القرن الأول الميلادي، استبدل نظام بناء وتقسيم الفيالق الرومانية جذرياً بشكل رسمي، ليحلَّ مكانه نظام آخر سيستمرُّ لقرونٍ بعدها. وفقاً للنظام الجديد، أصبحت تتألف الكتيبة الأولى في كل فيلقٍ من وحدات سينتوريا بضعف عدد الجنود تقريباً، بحيث أصبحت تتألف من 800 رجل عوضاً عن 480. كما وقد أصبحت السينتوريا الأولى على مستوى الكتيبة تعتبر أيضاً الأولى على مستوى الفيلق بأكمله، وأصبحت تحظى بلقب primus pilii (أي: الصفُّ الأول).
بحلول هذا الوقت، أصبح القوام الكلي لكل فيلق روماني نحو 5,400 رجل، بمن فيهم الضباط والمهندسون والجنود، وكذلك مجموعة صغير من الفرسان (يُسَمُّون الإكوايتس، ويعدون حوالي 120 فارس).